# شب والپورگیس

شبِ والپورگیس (به آلمانی: Walpurgisnacht; [valˈpʊʁɡɪsˌnaχt]) یکی از نام‌هایی است که در زبان‌های هلندی و آلمانی برای شب ۳۰ آوریل به‌کار می‌رود. دلیل این نام‌گذاری آن است که این شب، شبِ روز ضیافت والپورگای قدیس، سرراهبه‌ای است که در قرن هشتم میلادی در امپراتوری فرانک می‌زیسته‌است.